# Tomomi Okazakiová
Tomomi Okazakiová (japonsky 岡崎朋美, Okazaki Tomomi; * 7. září 1971 Kijosato) je japonská rychlobruslařka.
Ve Světovém poháru poprvé startovala v roce 1992, na zimní olympiádě 1994 dojela v závodě na 500 m na 14. místě. První medaili získala na premiérovém Mistrovství světa na jednotlivých tratích 1996, kde na trati 500 m skončila třetí. Bronzové medaile z této distance si odvezla i ze světových šampionátů 1998 a 1999 a ze Zimních olympijských her 1998. V následujících letech se na sprinterských tratích 500 a 1000 m často umisťovala v první desítce, na mistrovství světa ve sprintu je jejím nejlepším výkonem 6. místo z roku 1999. Startovala i na zimních olympiádách 2002 (500 m – 6. místo) a 2006 (500 m – 4. místo, 1000 m – 16. místo). Po přestávce v sezóně 2006/2007 se vrátila k rychlobruslení, výkonnostně se většinou pohybovala ve druhé desítce. Zúčastnila se i Zimních olympijských her 2010, kde byla nejstarším japonským sportovcem. Sezónu 2010/2011 opět vynechala a v sezóně 2011/2012 startovala na japonských závodech.